# Dipartimento di Amourj
Il dipartimento di Amourj è un dipartimento (moughataa) della regione di Hodh-Charghi in Mauritania con capoluogo Amourj.
Il dipartimento comprende 3 comuni:
- Amourj
- Adel Bagrou
- Bougadoum